# 文穎 (冬季兩項運動員)
文穎（1995年7月28日—）是一名中國女子馬拉松、越野滑雪、冬季兩項運動員。2025年，她和唐佳琳、褚源蒙、孟繁棋一同獲得亞洲冬季運動會冬季兩項比賽女子4×6公里接力項目金牌。